# Callaeum antifebrile
Callaeum antifebrile är en tvåhjärtbladig växtart som först beskrevs av August Heinrich Rudolf Grisebach, och fick sitt nu gällande namn av David Mark Johnson. Callaeum antifebrile ingår i släktet Callaeum och familjen Malpighiaceae. Inga underarter finns listade i Catalogue of Life.